# Астрон (космический аппарат)
Астро́н — орбитальный телескоп, советская автоматическая станция для астрофизических наблюдений. Запущен 23 марта 1983 года ракетой-носителем «Протон». Был создан на базе АМС «Венера» НПО имени С. Лавочкина совместно с Крымской Астрофизической Обсерваторией (КрАО) и участием Марсельской лаборатории из Франции. Проработал 6 лет вместо запланированного года, был на то время крупнейшим космическим ультрафиолетовым телескопом. В КрАО сохранилась дублирующая труба с оптикой, а также установлен макет этого аппарата.

## Параметры орбиты
- Наклонение: 51,5°[3].
- Апогей: 185071 км.
- Перигей: 19015 км.
- Период обращения: 5921.5 мин.

## Приборы
«Астрон» имел на борту 80-см ультрафиолетовый телескоп массой около 400 кг и комплекс рентгеновских спектрометров массой около 300 кг. Высокоапогейная орбита позволяла наблюдать за источниками излучения вне тени Земли и радиационных поясов. УФ-телескоп — двузеркальный. Зеркала сделаны из ситалла, а в конструкции трубы использовался материал инвар, чтобы свести негативное действие перепадов температур к минимуму. Установленный в фокальной плоскости телескопа ультрафиолетовый спектрометр имел три отверстия для измерения излучения трёх типов объектов: ярких звезд (центральное отверстие размером 40 мкм), слабых звёзд и внегалактических объектов (отверстие 0,4 мм), туманностей и галактического фона (отверстие 3 мм).

## Солнечные батареи
В отличие от базового аппарата (служебный модуль космических аппаратов серии «Венера» (4В, 4В1, 4В1М)) солнечные батареи «Астрона» имеют увеличенную суммарную площадь в связи с повышенным энергопотреблением научной аппаратуры. Увеличение площади СБ обеспечено за счёт ввода откидных панелей. Разработка КА «Астрон» шла практически одновременно с разработкой КА серии 4В2 («Венера-15,-16»), поэтому конструкция солнечных батарей на них практически одинаковы.
Раскрытие панелей производится в два этапа: сначала совместно открываются зачекованные между собой основные и откидные панели, а затем — откидные. Общая площадь солнечных батарей — 7 м².
У аппаратов серии 4В2 («Венера-15,-16») мощность, вырабатываемая солнечными батареями на орбите искусственного спутника Венеры, составляла 652 Вт.

## Результаты
Были получены спектры свыше сотни звёзд различных типов, около тридцати галактик, десятков туманностей и фоновых областей нашей Галактики, а также нескольких комет. Были получены важные научные результаты в изучении нестационарных явлений (выбросы и поглощение материи, взрывы) в звёздах, явлений ключевых для понимания процесса образования газопылевых туманностей.
С помощью КА «Астрон» наблюдались такие явления как кома кометы Галлея с 1985 по 1986 год и вспышка сверхновой в Большом Магеллановом облаке (SN1987A) в конце февраля 1987 года; 23 декабря 1983 года с помощью «Астрона» были выполнены наблюдения симбиотической звезды в созвездии Андромеды.
Полученные КА «Астрон» данные позволили углубить и уточнить теории образования звёзд и эволюции Вселенной.